# Minolta AF Macro 100mm f/2.8
Minolta AF Macro 100mm f/2.8 — автофокусный макрообъектив совместимый с камерами системы Minolta AF, также совместим с Sony α. Этот объектив был представлен в 1986 году фирмой Minolta, с 2006 года производится фирмой Sony под индексом SAL-100M28. Известен своей исключительной резкостью. Несмотря на специализацию, объектив способен фокусироваться на бесконечность, поэтому может использоваться не только как макрообъектив, но и для портретной фотографии и как телеобъектив.
Оптическая схема объектива была разработана независимо от более ранних неавтофокусных макрообъективов Minolta MD MD Macro Rokkor 100mm f/3.5 и MD Macro Rokkor 100mm f/4, которые имели более простую конструкцию, пять линз в четырёх группах.

## Варианты
- Оригинальный (1986 год)
- RS (1993 год) — круговая диафрагма и кнопка захвата фокуса, резиновое кольцо фокусировки, фокусировка ускорилась на 40%
- D (2000 год) — более широкое кольцо фокусировки, поддержка функции ADI
- Sony (2006 год) — редизайн под линейку Sony

## Разрешение объектива
Сравнение разрешающей способности макрообъективов 50/2.8 и 100/2.8.

## Фотографии объектива

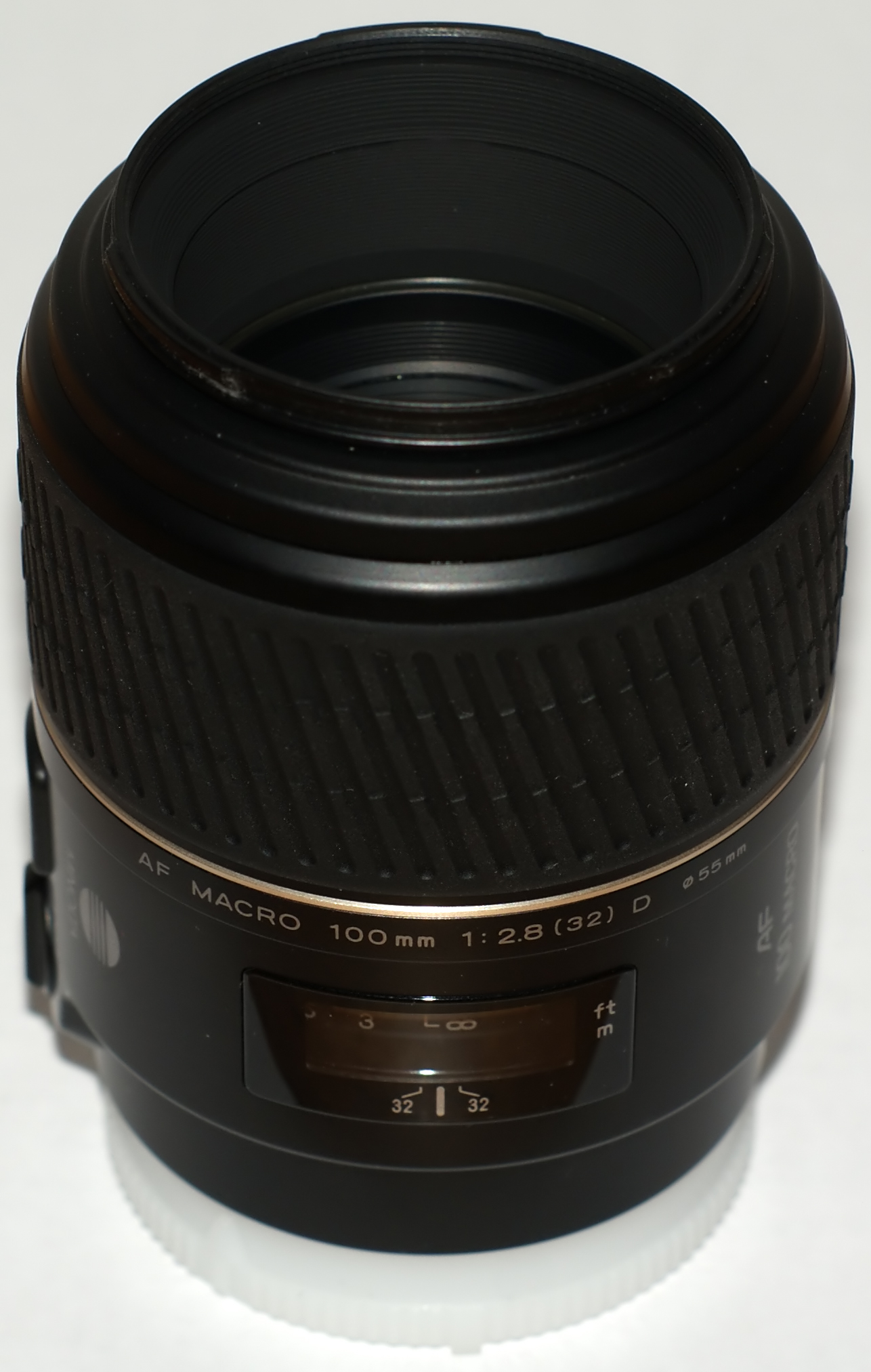
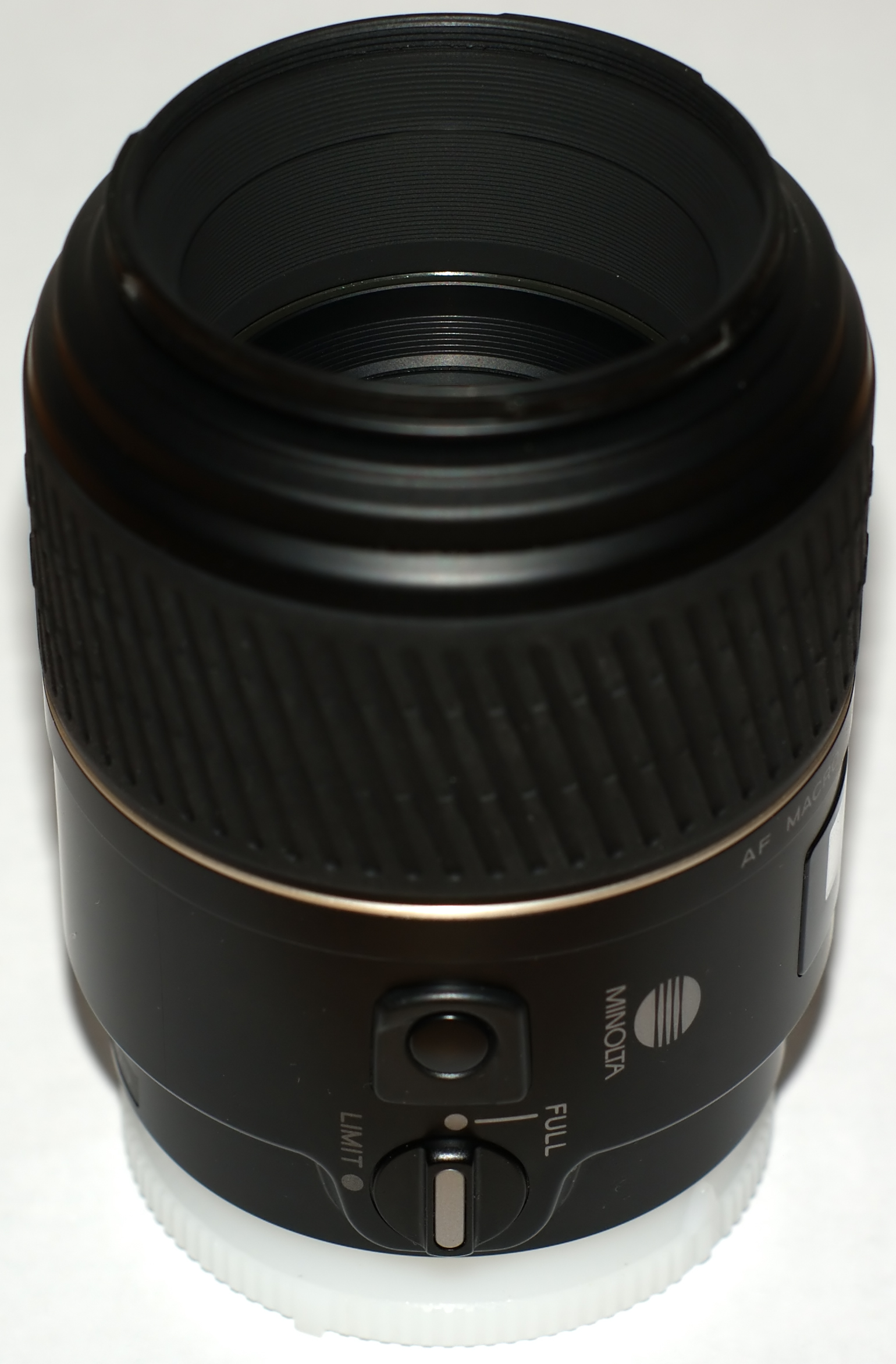

## Примеры фотографий

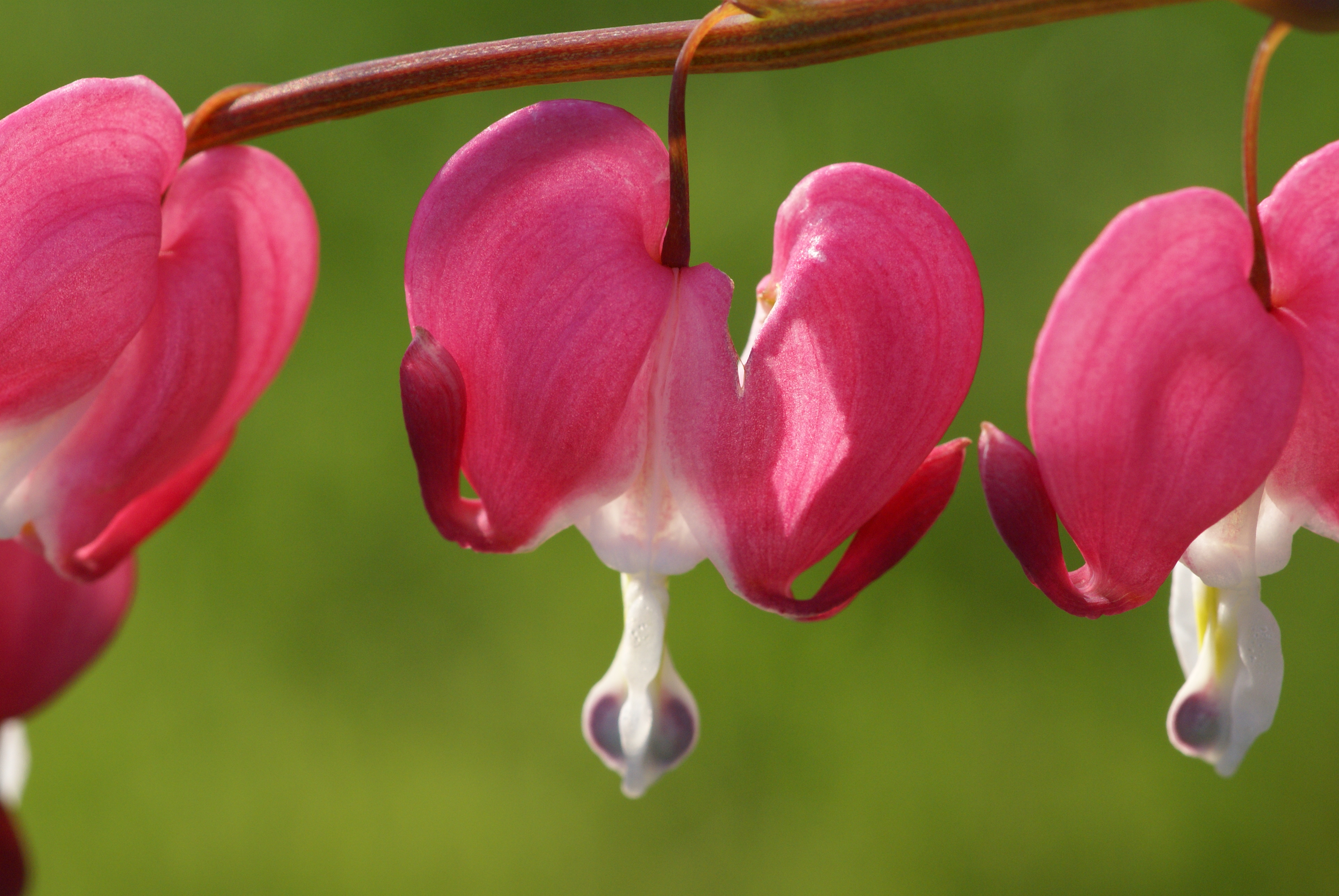
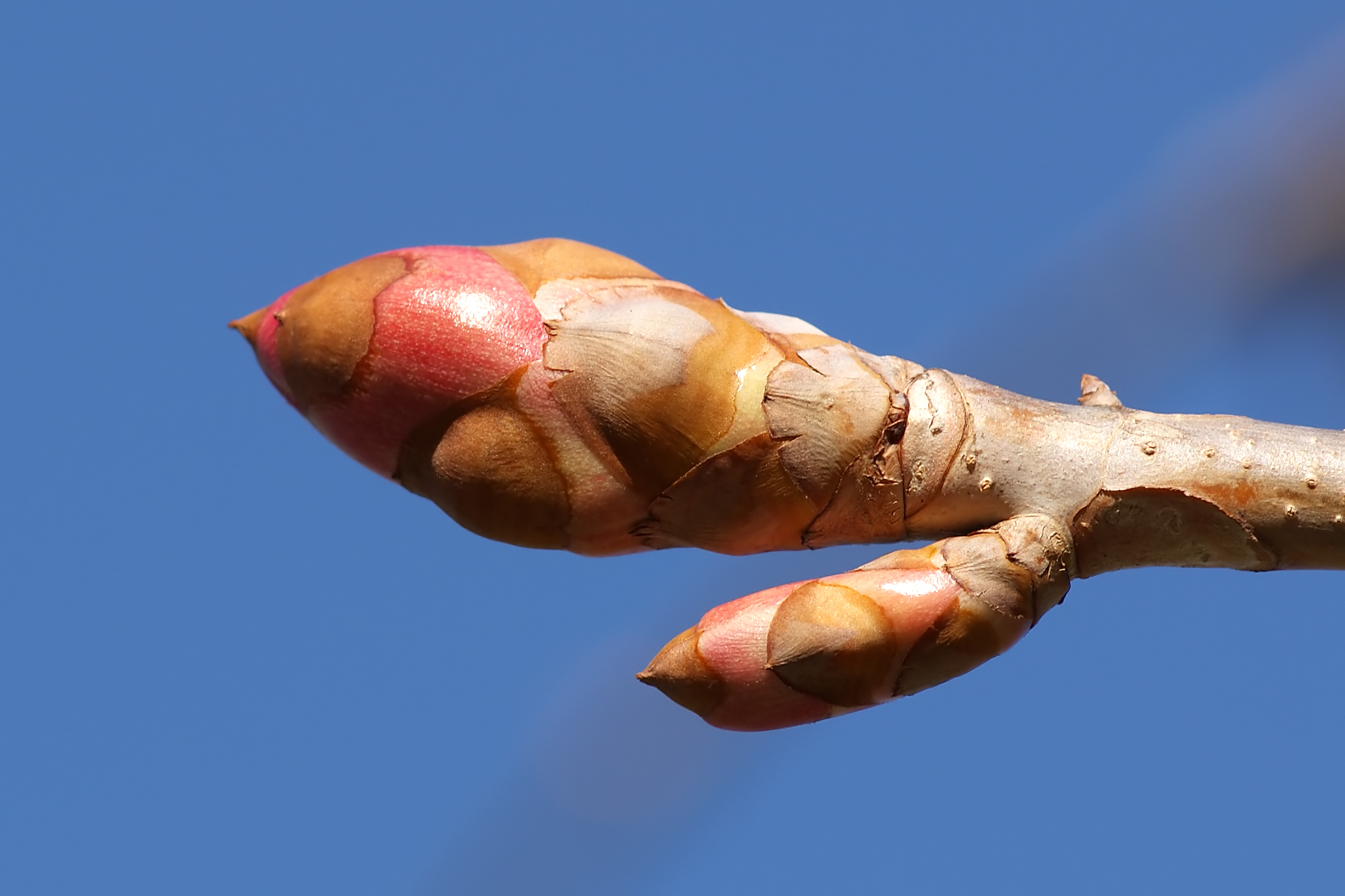
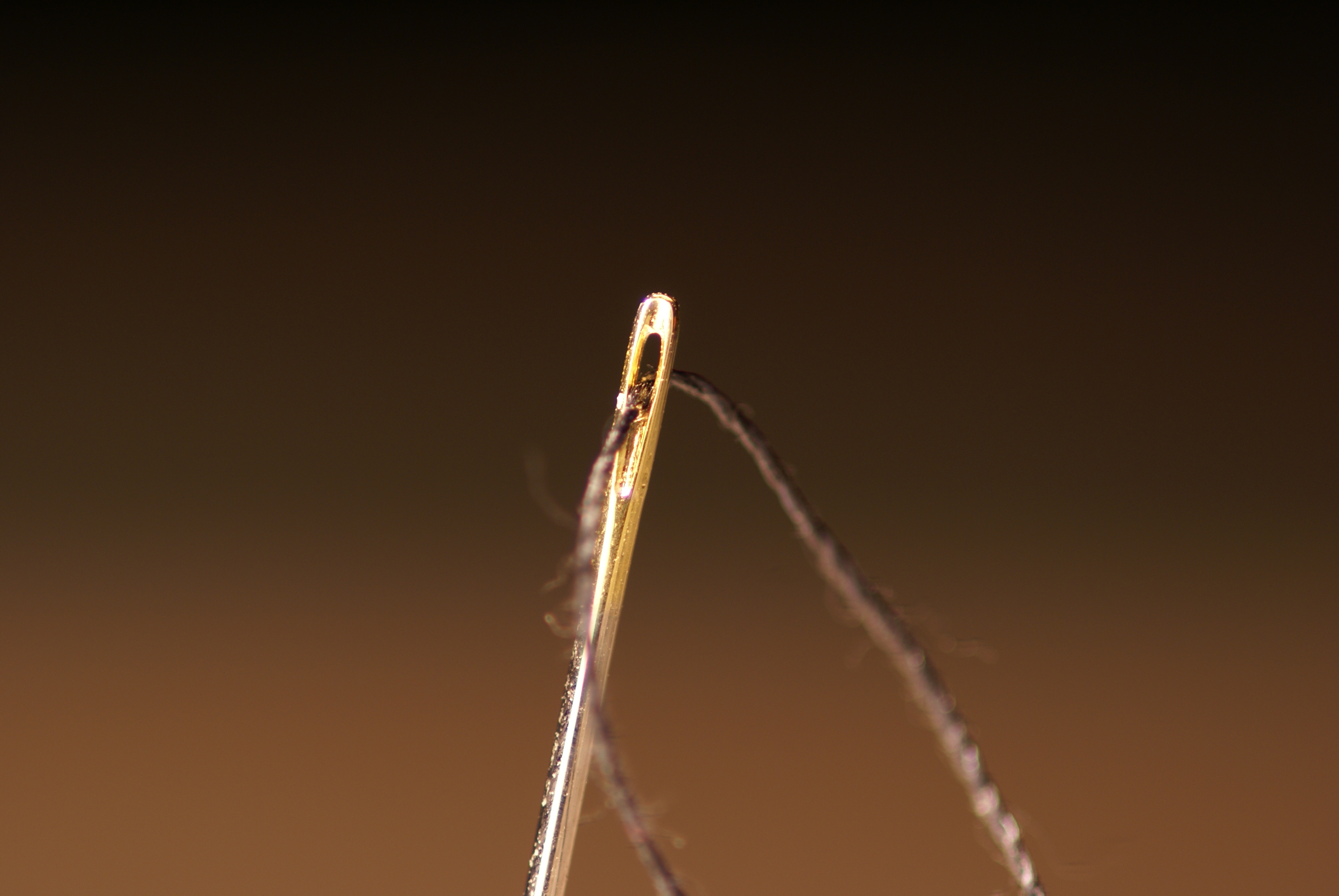
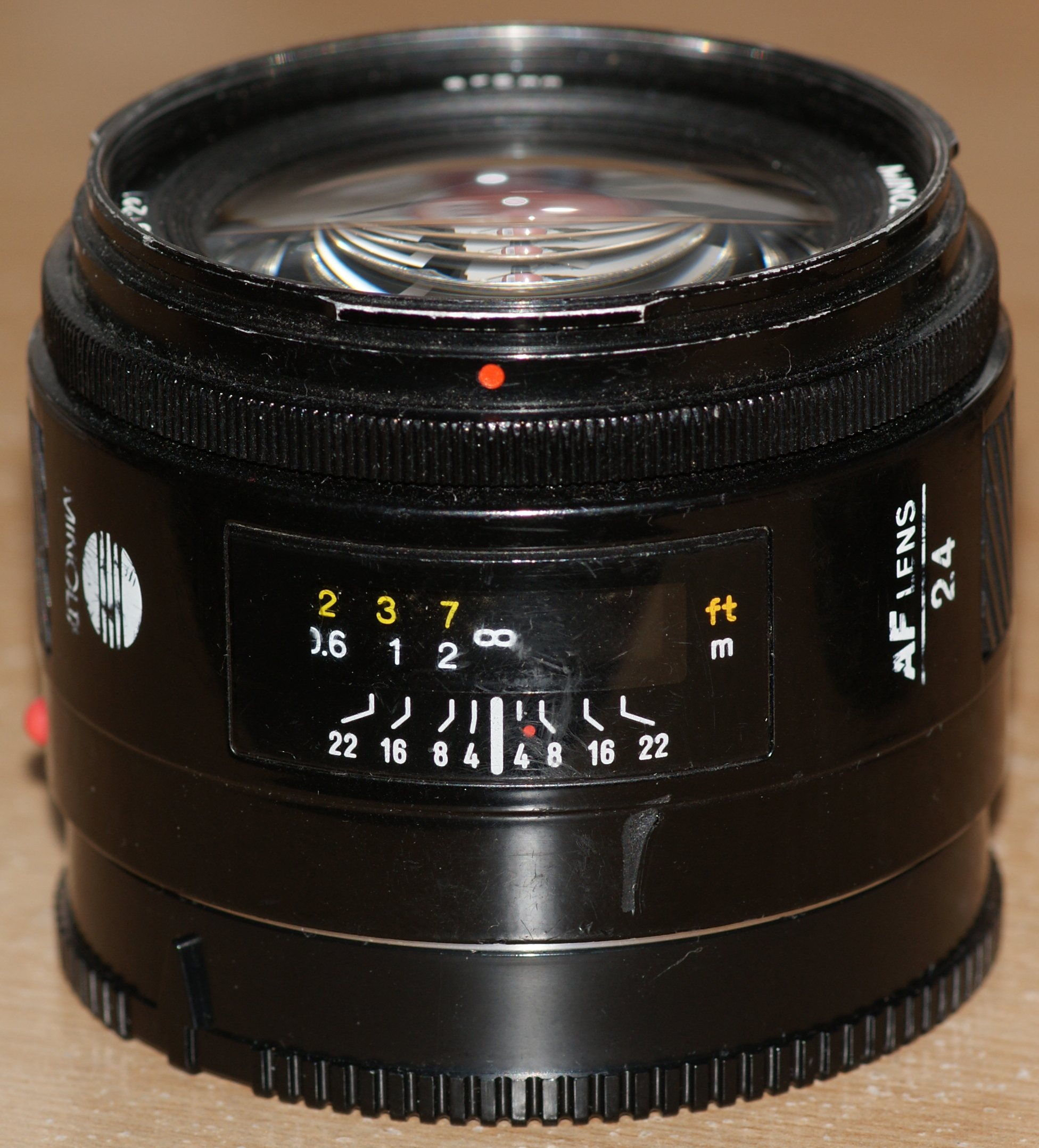
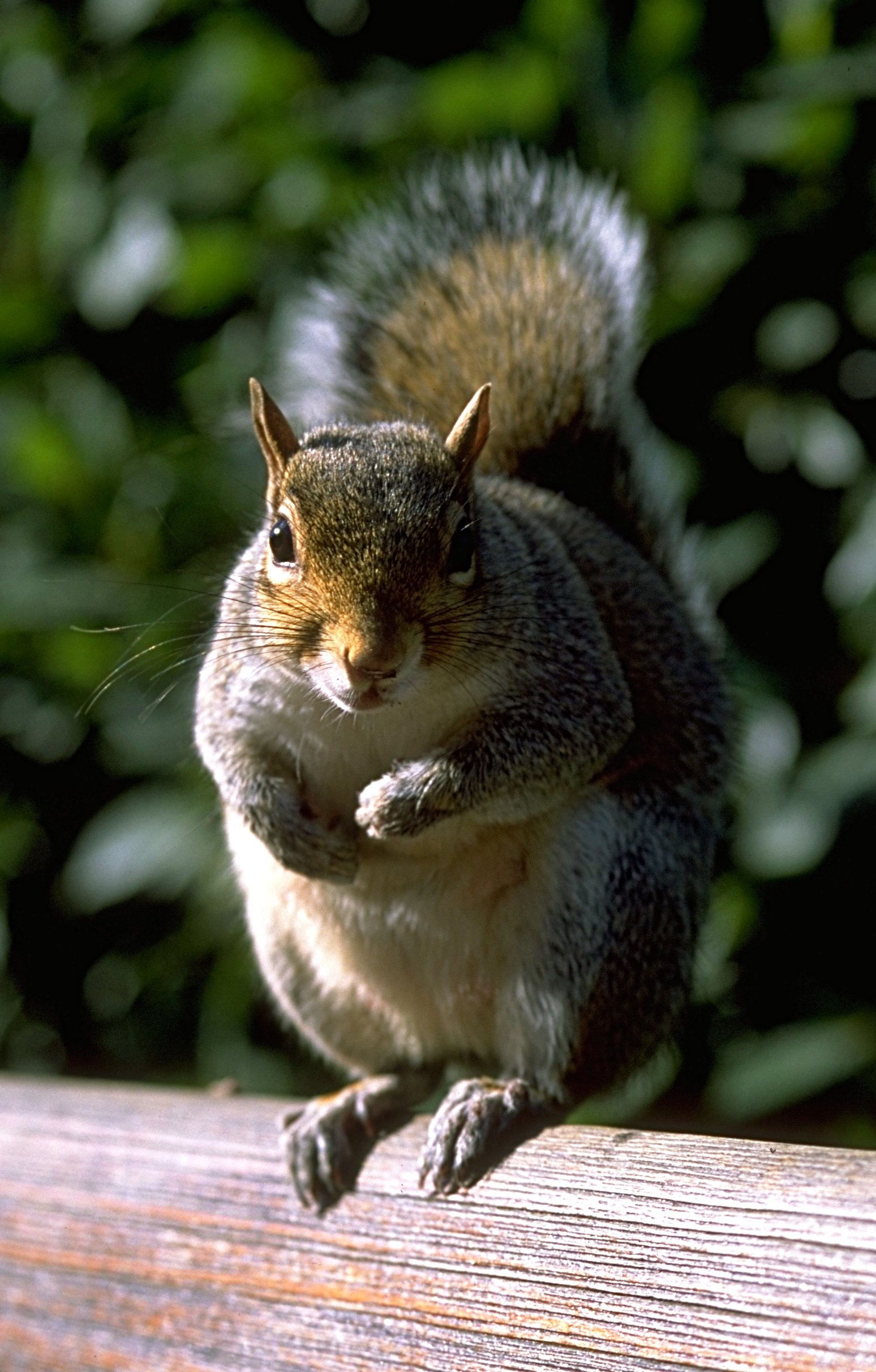
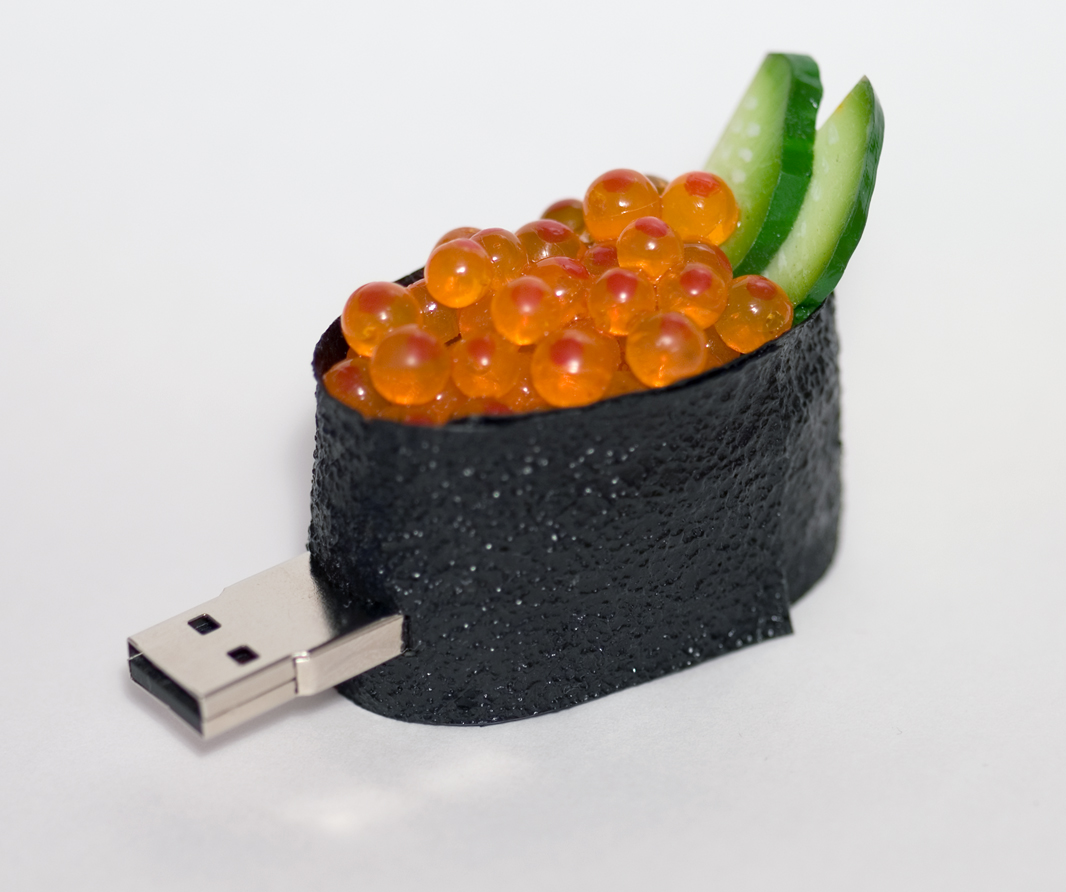
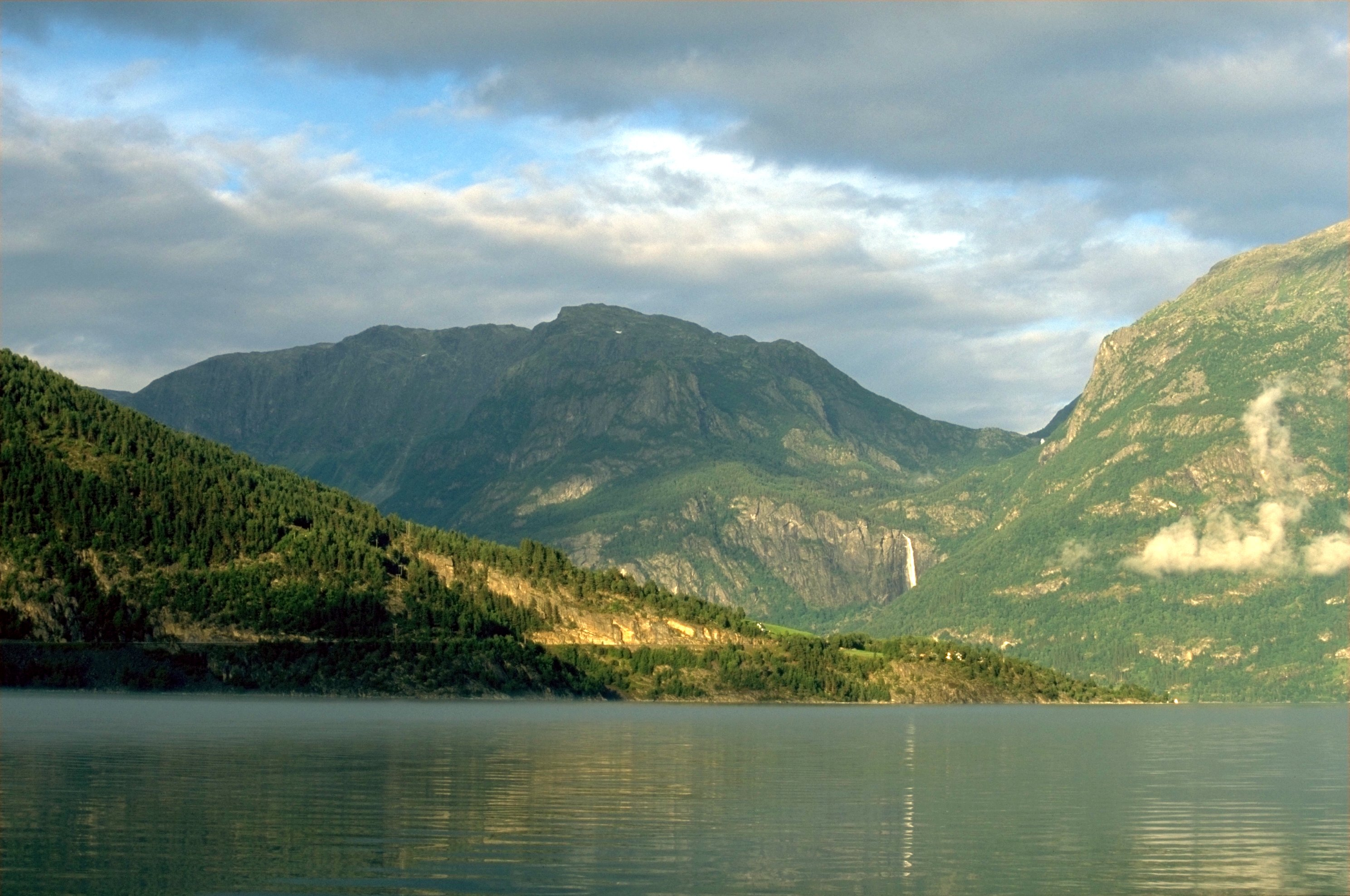
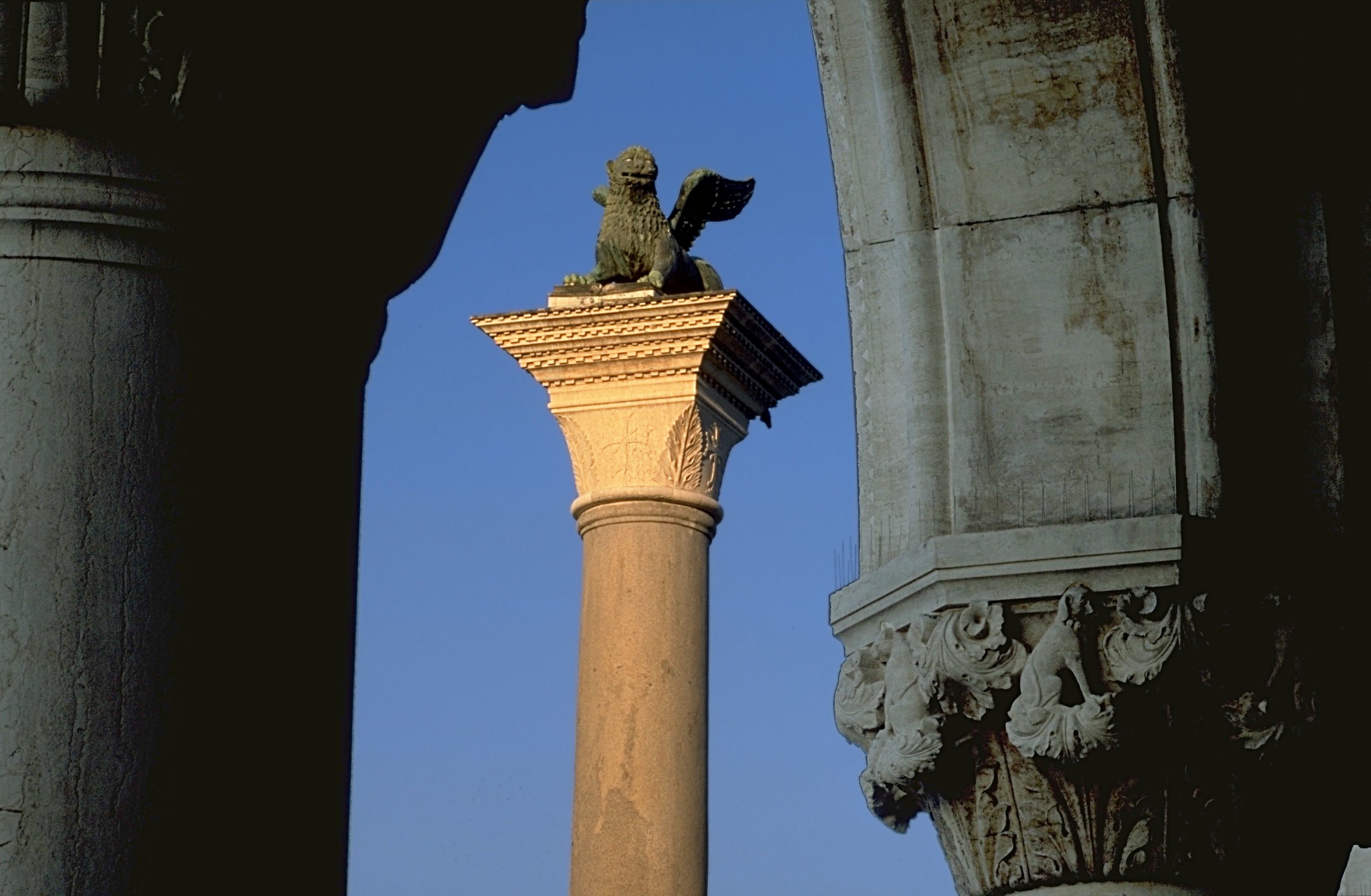

- (яп.) Примеры фотографий на ishizuka-takao.net.
- (рус.) Примеры фотографий на foto.ixbt.com.
- (англ.) Примеры фотографий Архивная копия от 4 марта 2016 на Wayback Machine на treknature.com.